# Повстянка дніпровська
Повстя́нка дніпро́вська або Цимбоха́зма дніпро́вська (лат. Cymbaria borysthenica синонім Cymbochasma borysthenica (Pall. ex Schlecht.) Klokov et Zoz) — багаторічна приземиста рослина заввишки до 15 см. Належить до родини — вовчкових (Orobanchaceae).

## Опис
Листя лінійно-ланцетне, сірувато-повстяне з своєрідними жовтими трубчастими квітами завдовжки 25—35 мм. Назва походить від грецького «цимбос» — порожнина і «хаза» — рот.

## Ареал
Поширена у південній частині європейської частини Росії та України (низовині Дніпра). Рідкісна, реліктова рослина. Охороняється в заказнику Алтагир.